# Gan Rong-yih
Gan Rong-yih (chinesisch 甘榮益, Pinyin Gān Róngyì; * 25. November 1962) ist ein taiwanischer Badmintonspieler. 

## Karriere
Gan Rong-yih nahm 1985 im Herrendoppel und im Herreneinzel an den Badminton-Weltmeisterschaften teil. Im Doppel belegte er dabei Rang 17 und im Einzel Rang 33. Mit der taiwanischen Nationalmannschaft startete er im Thomas Cup. National siegte er bei fünf Ranglistenturnieren im Einzel. Nach seiner aktiven Karriere war er als Trainer tätig.

## Referenzen
- Badminton-Sport, 1985, S. 4–8.

| Personendaten    | Personendaten                            |
| ---------------- | ---------------------------------------- |
| NAME             | Gan, Rong-yih                            |
| ALTERNATIVNAMEN  | 甘榮益 (chinesisch); Gān Róngyì (Pinyin) |
| KURZBESCHREIBUNG | taiwanischer Badmintonspieler            |
| GEBURTSDATUM     | 25. November 1962                        |